# Paul-Charles-Joseph Hugot
Paul-Charles-Joseph Hugot, francoski general, * 1883, † 1940.